# Top-Rengøring
Top-Rengøring ApS er en dansk rengøringsfirma der beskæftiger sig med rengøring i industrivirksomheder, supermarkeder, skoler, institutioner, kontorer, vinduespolering og specialrengøring. Firmaet har 150 medarbejdere og hovedsædet er beliggende i Hadsund.
I 2009 blev firmaet kåret som årets gazellevirksomhed af Børsen.

## Historie
Firmaet blev grundlagt i 1990 af Flemming D. Jensen. Firmaet blev startet fra Flemmings privatadresse i Hadsund. I 2001 overtog Top-Rengøring rengøringsfirmaet Service 45/65, Hadsund.
I 2002 blev firmaet så stor at der var blevet for lidt plads på privatadresse. Derfor blev der bygget en ny 500 m2 administrationsbygning på Plastvænget i Hadsund. Den nye bygning rummede kontorer, køkken og kantine.